# Mini John Cooper Works Buggy
La Mini John Cooper Works Buggy è un buggy da competizione costruita dalla scuderia tedesca X-raid secondo le norme del gruppo T1 (veicoli fuoristrada prototipi) dal 2017 per partecipare a varie competizioni, tra le quali il Rally Dakar e la coppa del mondo rally raid. La vettura che ha fatto il suo debutto al Rally Dakar 2018, vincendo il Rally Dakar (2020 e 2021) nonché la coppa del mondo rally raid (2019).

## Caratteristiche
Nel 2016 la X-raid, scuderia tedesca storicamente affiliata al gruppo BMW, ha deciso di sviluppare un nuovo buggy per beneficiare dei vantaggi concessi dalle specifiche imposte dalla FIA per i veicoli di questo tipo. Il progetto è iniziato nel febbraio 2017 e ha visto la collaborazione di più di 50 tecnici X-raid e diversi partner esterni. Grande importanza è stata data al pacchetto aerodinamico, sviluppato in collaborazione con la KLK Motorsport e l'estetica del veicolo è stata creata in modo tale da ricordare le vetture di serie Mini. Il progetto ha visto inoltre il coinvolgimento di diversi partner di lungo termine di X-raid, tra i quali BMW Motorsport, Magna Steyr, Heggemann, CP Autosport e Faster. Il veicolo è il primo buggy costruito dalla scuderia tedesca, che precedentemente aveva sempre costruito fuoristrada da competizione basati su BMW X5, BMW X3 e Mini Countryman.
A inizio settembre, ad appena sette mesi dall'inizio del progetto, la Mini John Cooper Works Buggy ha coperto i suoi primi chilometri nei pressi del quartier generale X-raid a Trebur. Pochi giorni dopo ha effettuato il suo primo test su sterrato in Ungheria, senza incorrere in problemi tecnici gravi. Successivamente è stata spedita in Marocco, dopo è stata sottoposta a tre settimane di test intensivi senza riscontrare alcun problema tecnico. Nelle settimane successive sono stati ultimati i preparativi per preparare la vettura al suo debutto nel Rally Dakar.

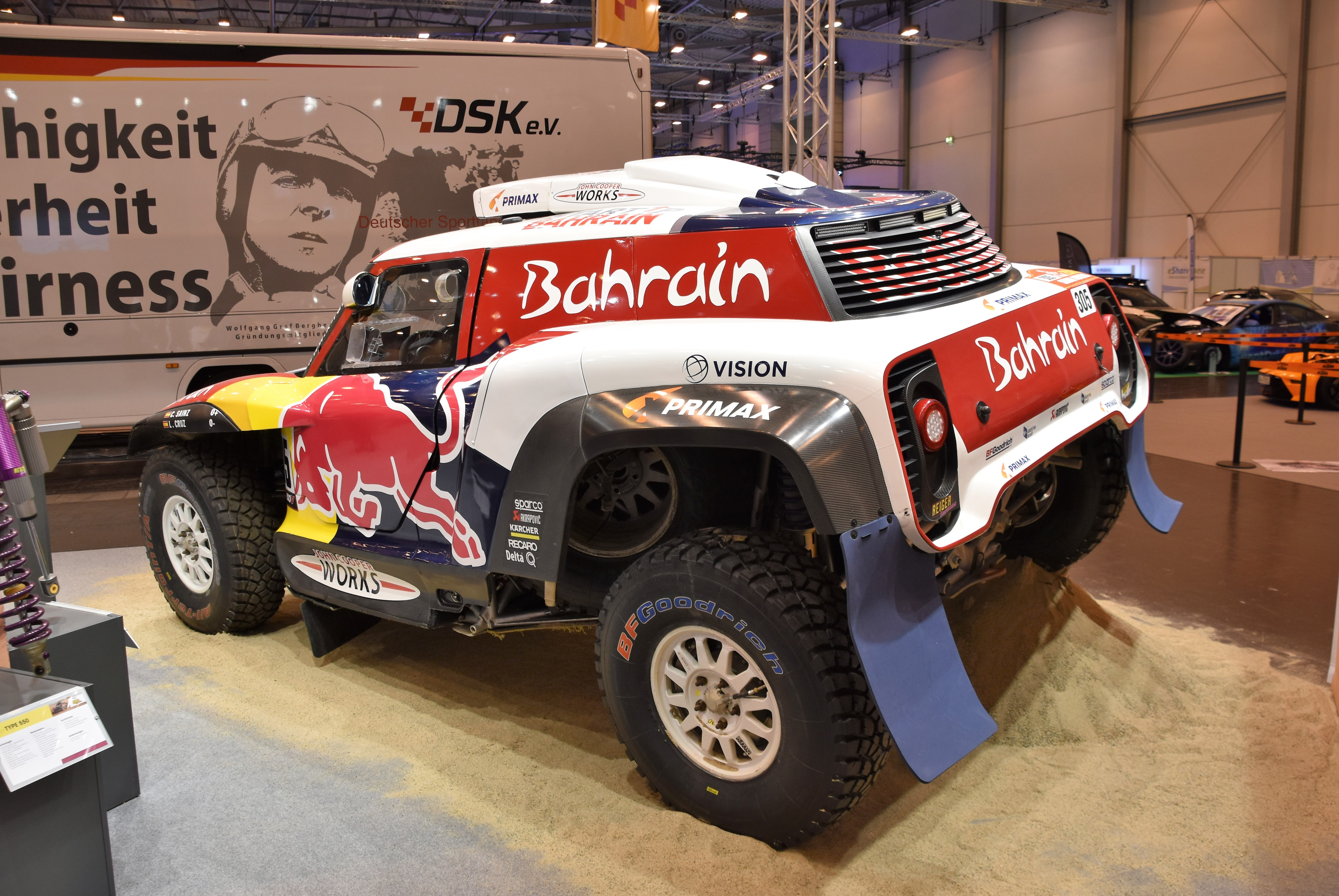
Retro

## Attività sportiva
La vettura ha fatto il suo debutto nelle competizioni al Rally Dakar 2018. Per il rally sono stati preparati tre buggy, alla guida dei quali sono stati ingaggiati Mikko Hirvonen, Yazeed Al-Rajhi e Bryce Menzies. I tre veicoli, tuttavia, ancora in fase di sviluppo, sono incorsi in numerosi problemi tecnici, che li hanno ne hanno causato il ritiro. Al termine del rally le vetture sono state riportate in Germania per proseguire lo sviluppo. Al Rally Dakar 2019 sono state presentate nuovamente tre vetture, alla guida delle quali è stato ingaggiato il cosiddetto Dream Team degli ex piloti Peugeot Stéphane Peterhansel, Carlos Sainz e Cyril Despres. I buggy tedeschi sono incorsi nuovamente in numerosi problemi tecnici. Il miglior classificato è stato Despres, quinto assoluto. Nel corso dell'anno la vettura ha poi partecipato a diversi rally validi per la coppa del mondo rally raid, aggiudicandosi l'Abu Dhabi Desert Challenge e soprattutto il titolo piloti del campionato grazie a Peterhansel.
Al Rally Dakar 2020 sono state presentate due vetture, alla guida delle quali sono stati confermati Peterhansel e Sainz. Nel corso del rally il francese e lo spagnolo sono stati protagonisti di una serrata battaglia con Nasser Al-Attiyah, pilota ufficiale Toyota, per la vittoria della competizione. Alla fine è stato proprio Sainz ad aggiudicarsi la vittoria finale, mentre Peterhansel si è classificato terzo.

## Palmarès
2020
- al Rally Dakar con Carlos Sainz/Lucas Cruz

2021
- al Rally Dakar con Stéphane Peterhansel/Édouard Boulanger

## Scheda tecnica
Motore: BMW B57 I6 Turbo
- Carburante: diesel
- Prestazioni motore: 261 kW (355 CV) / 3500 rpm
- Coppia: 770 Nm / 2150 U/m
- Cilindrata: 2993 cc
- Velocità massima: 190 km/h

Trasmissione
- Trazione: posteriore
- Cambio: trasmissione a 6 marce con differenziale integrato Xtrac
- Frizione: frizione AP Racing
- Freni: dischi dei freni AP Racing (355 mm x 32 mm)

Dimensioni e pesi
- Lunghezza/larghezza/altezza: 4332 / 2200 / 1935 mm
- Carreggiata: 400 mm
- Peso (a vuoto): 1675 kg
- Capacità serbatoio: 325 l

Carrozzeria
- Carrozzeria: carrozzeria in fibra di carbonio e kevlar Faster

Ruote
- Pneumatici: BF Goodrich 37×12,5 R17
- Ruote di scorta: 2